# Stazione di Gaibanella
Stazione di Gaibanella vasútállomás Olaszországban, Ferrara településen.

## Vasútvonalak
Az állomást az alábbi vasútvonalak érintik:
- Ferrara–Rimini-vasútvonal

## Kapcsolódó állomások
A vasútállomáshoz az alábbi állomások vannak a legközelebb:
- Stazione di Ferrara
- Stazione di Montesanto